# Puncturella major
Puncturella major är en snäckart som beskrevs av Dall 1891. Puncturella major ingår i släktet Puncturella och familjen nyckelhålssnäckor. Inga underarter finns listade i Catalogue of Life.